# ねらわれた学園 (1997年のテレビドラマ)
『ねらわれた学園』（ねらわれたがくえん）は、テレビ東京系列で1997年8月2日 - 9月27日の土曜日深夜に放送された村田和美主演のテレビドラマ。全9話。眉村卓の同名小説（1973年刊）を原作とする。

## 概要
1997年3月8日に公開された映画『ねらわれた学園 THE MESSIAH FROM THE FUTURE』に続き、円谷映像とギャガの共同で製作されたテレビドラマ。
主役の村田和美、柏原収史のキャスティングと監督の清水厚らスタッフは共通しているが、設定、ストーリーに大胆な変更が加えられており、全く別の作品に仕上がっている。
テレビ版では和美と高見沢の対立が中心となり、原作での黒幕である京極は存在を語られるのみとなっている。

## ストーリー
楠本和美が通う一里塚学園高校付近で縄文時代の遺跡が発掘され、その頃から生徒たちが、ある能力に目覚め始める。和美の親友、響子も目覚めた一人で、休み時間ごとに他の生徒たちと謎の鉱石を使って交信していた。しかし、夜、電話に出る響子におかしなところはなく、昼間の振る舞いを覚えていない。翌日、生徒の一人が突然暴れ始める。
交信するグループは瞬く間に増加し、生徒達は以前とは別人のような振る舞いを見せ始める。和美は、同じように異常な事態に戸惑うクラスメートで新聞部の関と調査を開始する。新生徒会長・高見沢みちるが職員会議に出席して以来、教師たちまでもがおかしくなってくる。関と和美はチャイムの音が変化していることに気づき、放送室の破壊を決心するが、実行に移そうとしたその時、学園は異空間と化す。かろうじて一人だけ逃げ出した関は、翌日、和美が無事に登校したのを見て安心する。
そして教頭の部屋に侵入した関が発見した日記には、17年前に在籍していた地学部部長の京極という生徒について記されており、京極は、ある機械を作動させて姿を消したという。関は、その事を知らせようと和美を呼び出すが、和美とともに現れたのは高見沢みちるだった。

## キャスト
- 楠本和美：村田和美
- 関耕児：柏原収史
- 高見沢みちる：馬渕英里何
- 西沢響子：三輪ひとみ
- 佐竹裕美子：望月沙耶
- 岡嶋豊美：安藤あき子
- 香取：中江太
- 三枝まりな：橋本尚美
- 芳本ユカ：あかぎあい
- 佐野：並木薫
- 楳図：小山裕達
- 田中：伊藤宏美
- 佐藤：片岡潤一
- 東海林勝：小曽根直樹
- 時田弘一：成瀬剛
- 横手道夫：芝崎和明
- 山形教頭：小山内一雄
- 武智世人：石原辰己
- 谷山智彦：白石タダシ
- 世界史の先生：東真司
- 図書室担当の先生：藤本恭子
- 京極：大給乗征

## スタッフ
- 監督：上野勝仁／清水厚／高橋巖
- 原作：眉村卓
- 脚本：村井さだゆき／神尾麦／小中千昭
- 音楽：村山竜二
- オープニングテーマ『水のワルツ』歌 GISHO（イーストウェスト・ジャパン）
- エンディングテーマ『三日月のカヌー』歌 飯島真理（イーストウェスト・ジャパン）
- 特殊造型：萩原篤／川田秀明
- スペシャルエフェクト：NHKエンタープライズ21
- スタント：倉田プロモーション
  - スタントコーディネーター：髙橋伸稔
- 仕上：映広
- 現像・テレシネ：東京現像所
- プロデューサー：千葉善紀／板谷健一／今井朝幸／藤井恭
- 企画：山地浩／円谷粲
- 製作：GAGA PRODUCTIONS
- 制作：円谷映像

## 放送日程
参照宇宙船YB 1998, p. 79
| 話数 | 放送日  | サブタイトル | 脚本         | 監督     |
| ---- | ------- | ------------ | ------------ | -------- |
| 1    | 8月2日  | 序象         | 村井さだゆき | 上野勝仁 |
| 2    | 8月9日  | 響騒         | 村井さだゆき | 上野勝仁 |
| 3    | 8月16日 | 響焉         | 神尾麦       | 上野勝仁 |
| 4    | 8月23日 | 対律         | 神尾麦       | 清水厚   |
| 5    | 8月30日 | 調窩         | 小中千昭     | 清水厚   |
| 6    | 9月6日  | 叛虐         | 小中千昭     | 清水厚   |
| 7    | 9月13日 | 幽惑         | 村井さだゆき | 高橋巌   |
| 8    | 9月20日 | 拝墟         | 村井さだゆき | 高橋巌   |
| 9    | 9月27日 | 彌來         | 村井さだゆき | 高橋巌   |

## 備考
- 生徒役のエキストラには、制作スタッフや村田和美のマネージャーなどが参加している[2]。京極役の大給乗征もスタッフの一人である[3]。
- ロケに使用された八王子中央病院は心霊スポットとしても知られており、ロケ時に村田は体調の異変を感じたり、マネージャーとともに真っ暗な部屋で人影を見たりしたという[2]。一方の馬渕は心霊現象を見たくて清めの塩も断っていたが、そういった事態には出くわさなかった[2]。
- 香取役の中江太は、当時『ライオンのごきげんよう』でおやつボーイズを担当しており、本作品の現場にも自作のおやつを差し入れていた[2]。

## 映像ソフト
- 1998年2月25日に徳間ジャパンコミュニケーションズより全話収録のLD-BOXが発売された[4]。
- 2001年3月23日にマクザムよりDVD リージョン2ディスクを発売開始